# Haziga de Diessen
 (mai 2025).
Si vous disposez d'ouvrages ou d'articles de référence ou si vous connaissez des sites web de qualité traitant du thème abordé ici, merci de compléter l'article en donnant les références utiles à sa vérifiabilité et en les liant à la section « Notes et références ».
Haziga de Diessen, également connue sous le nom de Hadegunde ( c. 1040 – 1er août 1104) était une comtesse consort de Scheyern. Sa descendance n’est pas vraiment connue. On suppose généralement que son père était le comte Frédéric II de Diessen. Il était avoué du chapitre de la cathédrale de Ratisbonne (Regenburg en allemand). Il s'est marié trois fois ; on ne sait pas précisément dans quel mariage Haziga est née.
Vers 1080, elle fonde un monastère bénédictin à Bayrischzell. Elle fut transférée à Fischbachau en 1085, puis à Petersberg, près de Dachau en 1104 et enfin à Scheyern en 1119.